# Hahn István
Hahn István (Budapest, 1913. március 28. – Budapest, 1984. július 26.) magyar ókortörténész, rabbi, az ELTE BTK Történeti Intézet egykori egyetemi tanára, a Magyar Tudományos Akadémia rendes tagja (1982).

## Életpályája, munkássága
Zsidó családban, Hahn Dezső (1878–1940) és Herczogh Irma (1877–1948) orvosszülők gyermekeként született. 1935-ben Budapesten a Pázmány Péter Tudományegyetemen latin-görög-történelem szakos középiskolai tanári és bölcsészdoktori oklevelet, 1937-ben az Országos Rabbiképző Intézetben rabbioklevelet szerzett. 1953-ban a budapesti Eötvös Loránd Tudományegyetem esti tagozatán elvégezte az orosz szakot. 1937-től 1942-ig a Pesti Izraelita Hitközség oktatási osztályán beosztott tanár. 1942-től az Országos Rabbiképző Intézet Gimnáziumának tanára, 1948-tól a budapesti VIII. ker. Állami Goldziher Ignác Gimnázium megbízott igazgatója. 1949-től 1951-ig a VIII. kerületi Állami Fazekas Gimnázium igazgatóhelyettese. 1951-től a Zalka Máté Szakérettségis Kollégium tanára. 1952–55-ben a budapesti Apáczai Csere János Pedagógiai Főiskola adjunktusa, majd docense. 1955–57-ben az Egri Pedagógiai Főiskola Történelem Tanszékének vezetője.
1957-től a budapesti  Eötvös Loránd Tudományegyetem  görög–római történeti tanszékén adjunktus, 1959-től docens, 1963-tól tanszékvezető egyetemi tanár 1983. évi nyugdíjazásáig. Ezzel egy időben 1959–1962 között félállásban vezette a szegedi JATE Ókortörténeti Tanszékét és oktatta az ókori kelet, Hellász és a Római Birodalom történetét. Szoros szakmai kapcsolatot tartott Horváth István Károllyal, aki mint a  szegedi JATE Klasszika-Filológiai Tanszékének adjunktusa görög–római irodalmat oktatott. Feltehetően a vallási néprajz tárgyában Bálint Sándorral is voltak szakmai megbeszélései. 1958-ban a történelemtudomány kandidátusa, 1962-ben pedig akadémiai doktora lett. Docensi kinevezést 1959. szeptember 1-jén, egyetemi tanári kinevezést pedig 1962. február 1-jén kapott. 1979-ben választották meg a Magyar Tudományos Akadémia levelező, majd 1982-ben rendes tagjának.
Az ókori kelet és görög–római történelem és vallástörténet számos területével, köztük az ókori városi kultúra, azaz poliszok, az ókori hadtudomány, a mükénéi és a homéroszi kor, az athéni demokrácia, azaz Periklész kora, a görög és római mitológiával is foglalkozott. Bemutatta az ókori birodalmakat a születésüktől a bukásukig; munkáiban szívesen idézett ókori történetírókat, a görög Hérodotoszt és Thuküdidészt vagy a római Appianoszt; a klasszikus ókortörténet számos vonatkozásban került általa új megvilágításba. Kutatói és oktatói portréjának fő jellemzői: széles körű nyelvismeret (huszonhat nyelven olvasott, és ezek közül sok nyelven írt és beszélt is), kiváló memória, lényegkidomborító képesség, szemléletes előadásmód és nagy munkabírás. A Farkasréti temetőben helyezték örök nyugalomra.

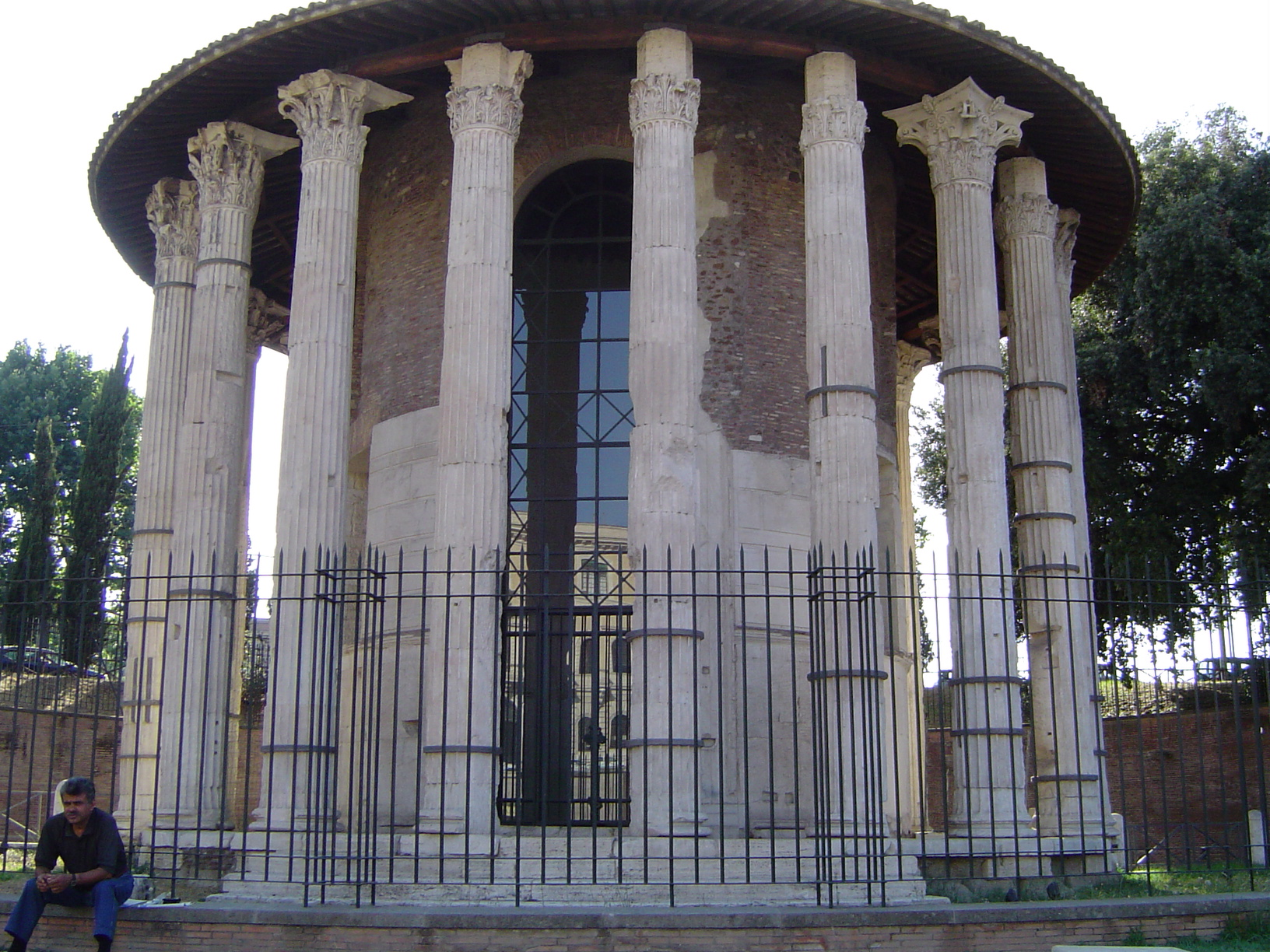
Róma, Diana istennő temploma

## Magánélete
Házastársa Kálmán Ödön rabbi és Strasser Margit lánya, Kálmán Judit volt.

## Főbb munkái
- Majmuni - Szemelvények (Budapest, 1935);
- A világteremtés az iszlám legendáiban (Budapest, 1935);
- A felavatott ifjú könyve (Fisch Adolffal, Budapest, 1938);
- Zsidó ünnepek és népszokások (Budapest, 1940, 1995, 1997, 2004);
- A fény ünnepe (Chanukka) (Budapest, 1941);
- A zsidó nép története a babiloni fogságtól napjainkig (Budapest, 1947, 1995, 1996, 1998, 2004);
- Történelem. A középiskolai általános továbbképzés és oktatókáderképzés tananyaga. Ősközösség, ókor, korai középkor (Budapest, 1953);
- Az időszámítás története (Budapest, 1960);
- Az ókor története (Az idő sodrában, I. Budapest, 1967);
- Istenek és népek (Budapest, 1968; 2. átdolgozott, bővített kiadás, Budapest, 1980; németül is: Götter und Völker, Budapest, 1977);
- Karthago (Máté Györggyel, Budapest, 1972);
- Világtörténet képekben (I., Kulcsár Zsuzsannával és Szabó Miklóssal, Budapest, 1972);
- Róma istenei (összeáll., bev., jegyz., Budapest, 1975);
- Oikumené Studia ad historiam antiquam classicam et orientalem spectantia. 1-4. köt. szerk. Hahn István, Kákosy László. (Budapest, 1976, 1978, 1982, 1983)
- Hitvilág és történelem. Tanulmányok az ókori vallások köréből (Budapest, 1982);
- Világtörténet évszámokban 1789-ig/ összeáll. Engel Pál, lektorálta Hahn István, Hanák Péter, Komoróczy Géza (Budapest, 1982). ISBN 9632810546
- Naptári rendszerek és az időszámítás (Budapest, 1983; 1998);
- Álomfejtés és társadalmi valóság. Artemidorus Daldianus mint társadalomtörténeti forrás (Budapest, 1985).
- A próféták forradalma (Budapest, 1998) ISBN 9638569786
- Keresztények, zsidók az ókori Rómában (História, 2004/5. sz.)

## Szervezeti tagság
- Ókortörténeti Bizottság elnöke

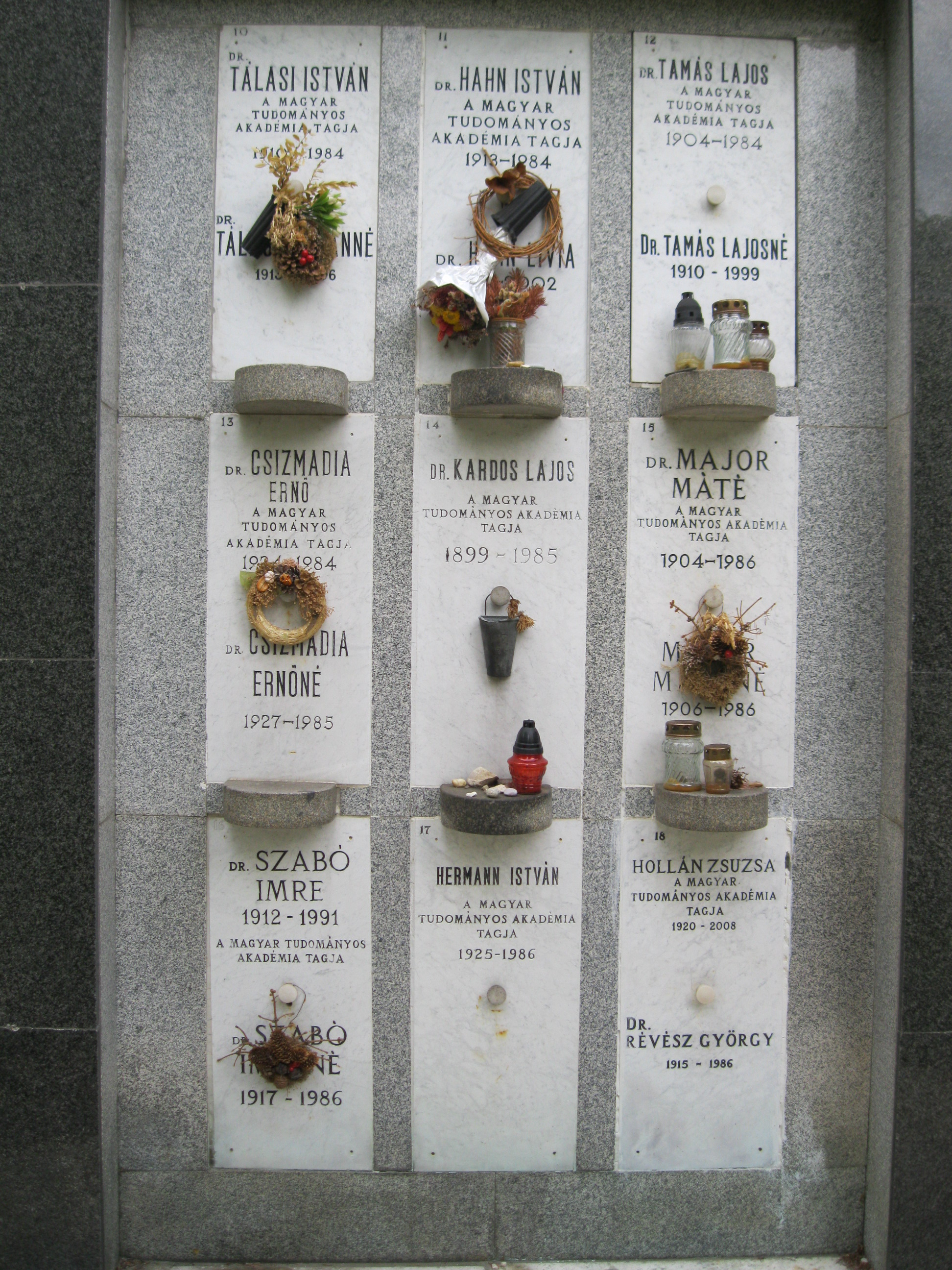
Urnafülkéje a Farkasréti temetőben

- Az Ókortudományi Társaság társelnöke (1979-től)

## Díjak
- Akadémiai Díj (1970)
- Apáczai Csere János-díj (1974)
- Munka Érdemrend arany fokozata (1970; 1983)

## Emlékezete
2008-ban Hahn István emlékére volt tanszéke, az ELTE BTK Ókortörténeti Tanszék és a Non Omnis Moriar Alapítvány tudományos elismerést alapított az egykori professzor szakterületein jelentős életművet létrehozott tudósok elismerésére.
2013. március 22–23-án Hahn István születésének 100. évfordulója tiszteletére az ELTE BTK, az MTA II. osztálya és a Non Omnis Moriar Alapítvány vallástörténeti konferenciát szervezett.
Nevét viseli az ELTE BTK Ókortörténeti Tanszékének szemináriumi terme.